# 美しい夏
「美しい夏」（うつくしいなつ）は、1980年4月にリリースされた桜田淳子の30枚目のシングルである。

## 解説
- 当初、前作の「LADY」と同じく尾崎亜美の手による「ギヤマンドール」が新曲として予定され、発売日の告知もされていたが、最終的にこの曲へ変更となった。「ギヤマンドール」については、後に松本伊代の曲として彼女のアルバム「Sugar Rain」に収録されている。
- 歌詞の内容は桜田本人の原案によるもので、作詞家の康珍化がそのテーマに基づいて作詞している。尚その歌詞は桜田と同じ「花の中三トリオ」のメンバーながら長年「ライバル」とも呼ばれ、同時期に引退を控えていた山口百恵への思いがモチーフではないか、という見方をされることも多かった。実際この曲で「夜のヒットスタジオ」に出演時に、歌っている途中で随所に山口の映像が挟み込まれるという演出を施されたことがある。
- この曲で第31回NHK紅白歌合戦に出場した。

## 収録曲
1. 美しい夏 (3分24秒)
作詞：康珍化／作曲：馬飼野康二／編曲：船山基紀
2. ミスター・ブルー・スカイ (3分40秒)
作詞：西尾尚子／作曲：Kenny Klouse／編曲：松井忠重